# Megasorex gigas
Megasorex gigas är ett däggdjur i familjen näbbmöss och den enda arten i sitt släkte.

## Beskrivning
Artens päls har på ovansidan en mörkbrun eller gråbrun färg, undersidan är ljusare. Skallen är jämförd med andra skallar av andra näbbmöss stor och avrundade. Kroppslängden ligger vanligen mellan 83 och 90 mm och därtill kommer en 39 till 50 mm lång svans. Vuxna individer når en vikt mellan 9,5 och 12 gram.
Artens utbredningsområde sträcker sig över sydvästra Mexiko och omfattar delstaterna Nayarit, Jalisco, Colima, Michoacán, Guerrero samt Oaxaca. Megasorex gigas förekommer i olika habitat som skogar, öknar eller på odlad mark. Den vistas vanligen nära floder från havsnivån till 1 700 meter över havet. Annars är så gott som ingenting känt om levnadssättet.
Megasorex gigas är sällsynt men IUCN listar arten på grund av det stora utbredningsområde som livskraftig (Least Concern). Fram till 1999 hittades bara 20 individer.
Arten räknas ibland till släktet Notiosorex men nyare systematiska avhandlingar listar den i ett eget släkte.